# Jacob Thiessen
Jacob Thiessen (* 6. März 1964 in Loma Plata, Paraguay) ist ein paraguayisch-schweizerischer Theologe. Er ist Neutestamentler und  Rektor der Staatsunabhängigen Theologischen Hochschule Basel (STH Basel).

## Leben
Thiessen hat die Staatsbürgerschaften von Paraguay und der Schweiz. Er studierte von 1989 bis 1994 Theologie in Riehen bei Basel und promovierte 1998 am Freien Seminar der Theologie in Genf zum Doctor theologiae (Dr. theol.). In Paraguay arbeitete er u. a. als stellvertretender Pastor der Emanuel-Mennonitengemeinde seiner Heimatstadt Loma Plata (2001–2003). Seit 2004 ist er Dozent und seit 2007 Professor für Neues Testament an der STH Basel. Dort ist er seit 2004 auch Rektor.
Seine Forschungsschwerpunkte liegen unter anderem in der NT-Einleitungswissenschaft, der Hermeneutik und exegetischen Methodik und der Israel-Theologie. Ein kritischer Rezensent seines Israel-Buches urteilte über Thiessen: „mit großer Gelehrsamkeit betreibt er sorgfältige Exegese“.

## Werke
- Die Stephanusrede Apg. 7,2–53 untersucht und ausgelegt aufgrund des alttestamentlichen und jüdischen Hintergrundes. VTR, Nürnberg 1999, ISBN 978-3-933372-23-9 (Dissertation).
- Biblische Glaubenslehre. VTR, Nürnberg 2004, ISBN 978-3-937965-02-4.
- Der 1. Korintherbrief. VTR, Nürnberg 2004, ISBN 978-3-937965-03-1.
- Die Auferstehung Jesu in der Kontroverse. Hermeneutisch-exegetische und theologische Überlegungen. LIT, Münster/Zürich 2009, ISBN 3-643-80029-0.
- Gott hat Israel nicht verstoßen. Biblisch-exegetische und theologische Perspektiven in der Verhältnisbestimmung von Israel, Judentum und Gemeinde Jesu. Peter Lang, Frankfurt a. M, u. a. 2010, ISBN 978-3-631-59863-4.
- Gottes Gerechtigkeit und Evangelium im Römerbrief. Die Rechtfertigungslehre des Paulus im Vergleich zu antiken jüdischen Auffassungen und zur Neuen Paulusperspektive. EDIS Edition Israelogie, Band 8, Peter Lang, Frankfurt a. M, u. a. 2014, ISBN 978-3-631-65083-7.
- mit Harald Seubert: Die Königsherrschaft Jahwes. Festschrift zur Emeritierung von Herbert H. Klement, Studien zu Theologie und Bibel 13, LIT, Münster 2015, ISBN 978-3-643-80199-9.
- Die umstrittenen Paulusbriefe - Abschriften und Fälschungen? Intertextuelle, literarkritische und theologische Studien, LIT, Zürich 2016, ISBN 978-3-643-80239-2.
- Paulus als Lehrer der christlichen Gemeinden: Eine Theologie der neutestamentlichen Paulusbriefe, VTR, Nürnberg 2019, ISBN 978-3-95776-087-6.
- Einleitung in das Neue Testament. Ein Lehrbuch. Evangelische Verlagsanstalt, Leipzig 2024 ISBN 978-3-374-07508-9.